# استان قابس
استان قابس (به عربی: ولایة قابس) یک استان‌های تونس در تونس است که در تونس واقع شده‌است.

## خصوصیات
استان قابس ۷٬۱۷۵ کیلومترمربع مساحت و ۳۵۱٬۵۰۰ نفر جمعیت دارد.